# 孫娜恩
孫娜恩（： Son Na Eun；1994年2月10日—），韓國女演員、歌手，曾為韓國女子團體Apink成員，隊內擔任副唱、門面及中心，陪姊姊參加試鏡，偶然被星探發掘，後進入A Cube娛樂練習後成為Apink的成員。

## 個人簡歷
孫娜恩出生於韓國首爾特別市江南區清潭洞，有一位小3歲的YG sports職業高爾夫球選手妹妹孫世恩。常與另一位曾在JYP娛樂當過練習生的APRIL成員 李娜恩混淆，曾經的夢想是平凡的畫家，陪親戚參加試鏡時偶然被星探發掘，後進入A Cube娛樂後以Apink的成員出道。外表看似高冷，但是個非常溫暖的人，不善言語表達，因為在鏡頭前實在太省話，而且又不喜歡出鋒頭，所以常會被誤會是「冷淡的人」。像是之前成員們被問到誰是隊中的「外貌第一？」，初瓏說「當然是娜恩了」，沒想到娜恩聽到了只是淡淡說「沒關係，不用了」就飄走~堅決的語氣讓普美大笑說「娜恩拒絕欸」，雖然是冰山外在但對人永遠是禮貌至上，從公司替她盛大的舉辦歡送會可以看來她在公司裡獲得許多同事的喜愛。總能用充滿愛意的眼神看panda，在宣布不續約之後寫了一封誠意滿滿的信，其中「暫時先在各自的位置，但每個人不論何時都是相同心意」宣告了永遠都是Apink的心。
她曾就讀清潭中學、狎鷗亭中學；與洪瑜暻一起就讀首爾公演藝術高中並於2013年2月7日畢業；一年後的2014年入讀東國大學，2月26日參加入學式，3月3日正式開展演劇學部14年級新生的學習生活。同年9月17日，獲委任為東國大學創校108週年宣傳大使之一。2016年10月17日，再度獲委任為東國大學創校110週年宣傳大使之一。
2016年2月9日，生日時收到粉絲贈送的明星樹林，樹林用自己喜愛的明星的名字命名，粉絲們會感到非常驕傲，同時對明星來說也是永久難忘的紀念禮物。在2015年時粉絲們決定要建成「孫娜恩樹林」來作為明年(2016)的生日禮物，這樣子娜恩就會成為Apink中最早擁有明星樹林的成員，因為這是為了紀念生日而準備的，所以要對娜恩保密。但是如果不公開募集資金就無法進行，為了娜恩的粉絲們能夠參與其中，通過推特，kakaotalk，郵件等方式，介紹「孫娜恩樹林」以及討論參與事項，慢慢把參與者們聚集起來，經過幾次商議，確定募集資金的時間從2015年7月1日到2015年9月30日，建造時間為10月到11月。娜恩的生日在二月份，但是二月已經是冬天，不可能植樹了。因此決定在入冬之前建造「孫娜恩樹林」，特別的是與以往明星樹林不同，這次由專門的園林造景企業以及設計師共同合作，成果至善至美。
2017年，參與PSY<New Face>MV，成為新一代PSY女郎，展現了與女團截然不同的面貌。12月29日，Good day 燒酒拍攝，創造了工廠庫存完售，努力運轉製造中的佳績。
2018年，代言adidas系列，官方釋出練習室練習片段，穿著adidas運動褲的孫娜恩無比閃耀，網路上同款運動服被搶購一空，從此被冠上完售女+代言女王稱號。同年，首次參與電影女主角的拍攝，導演表示拍攝現場非常愉快，孫娜恩非常認真努力，這部電影翻拍於1986年的恐怖電影女哭聲，台灣譯為夜半鬼哭聲。
2020年5月，與宋承憲、徐智慧、李知勳搭檔電視劇 一起吃晚餐嗎?，孫娜恩在劇中飾演宋承憲的前女友，亦是身材性感的健身教練，記者會中孫娜恩提及原本就以皮拉提斯鍛練身體，她表示，很榮幸能與超級大前輩們合作，這次演出皮拉提斯老師讓她很緊張，「平常做皮拉提斯習慣了，但要教別人還是有點困難，幸好前輩們人都很好，給了我許多幫助與建議。」
2020年10月，與朴娜勑、安英美、樸素丹、頌樂一同出演綜藝節目感性露營，片中努力認真的模樣頻頻得到姐姐們的讚賞，雖然是忙內，但在遇到沒做過的事也常常自告奮勇的提議要幫忙，並且認真做到最好，在感性露營裡面解鎖了很多新的成就，讓觀眾看到不一樣的孫娜恩。
2021年4月29日，與Play M娛樂合約到期不續約，離開公司；Play M娛樂表示，儘管孫娜恩沒能續約令人遺憾，但六位成員同樣對團體懷抱著愛，因此公司希望能維持積極合作的關係，六位成員照舊是Apink，預計今後仍會一起進行團體活動，孫娜恩也發佈長文表示團體反對解散，Apink永遠是六人，承諾還是Apink成員，退社但不退團。5月3日，與YG娛樂簽訂專屬合約，成為旗下演員，努力活躍中。
2022年1月，拍攝幽靈醫生時被Rain稱讚在片場時總是認真努力，亦被金汎稱讚了美貌，拍攝時總是直呼"太漂亮了"，包含女主Uie在內，整部劇顏質超高，片場歡笑不斷。
Rain在記者會上不僅大聊自己的事，也把搭檔演員們都稱讚了一輪。首先是大讚金汎和自己很有默契，並表示本想帶金汎一起運動健身培養感情，但由於金汎在拍戲很累的時候黑眼圈就會變得非常深，感覺再拉他去健身房會變成大逆罪人，因此只好先帶金汎去吃好料，表達出自己對他的喜愛。接著提到Uie時，則誇讚Uie背劇本的記誦能力讓自己大為驚訝，還說Uie可以說出一長串台詞讓自己都沒時間做即興表演，逗得Uie嬌笑連連。除此之外，Rain也透露自己拍攝本劇的第一場戲就是和孫娜恩對戲，雖然兩人之前完全沒合作過，但娜恩演得太好反倒讓自己有點不知所措。最後更表示自己和金汎、Uie、孫娜恩三人的默契都是100分，展現出身為前輩的大器風範。
除了Rain是全場當仁不讓的焦點之外，轉換新東家努力朝演員之路邁進的孫娜恩，則表示這次由於角色個性和自己差異很大，因而接下本劇希望讓觀眾看到自己不同的面貌，並透露自己和金汎有許多對手戲，兩人非常合拍往往拍到讓現場工作人員看了都臉紅心跳。《Ghost Doctor》不僅兩位男主演的對手戲精彩可期，兩大女偶像在劇中的表現也值得期待。
2022年4月8日，原本表明退社不退團的孫娜恩，因隊長朴初瓏深陷霸凌風波，原定的團體回歸日程延後了一年，後因確認為對方誣告，認證朴初瓏並未涉及霸凌等情事，並於2022年1月公布重新回歸，但這導致Apink團體回歸與孫娜恩個人拍戲日程撞了檔期，因戲約早就已經簽訂無法更改，所以之後的團體打歌行程無法參與，只會參與MV拍攝及專輯拍攝，宣告Apink將以5人形式打歌，在等待回歸的一年時間裡，孫娜恩就已經將MV拍攝完畢，證明孫娜恩並非外界所說的不關心團體行程，若是按照原定的回歸日期，孫娜恩已經有將時間空下來，完全是可以參與打歌舞台的。
雖然是無法避免的原因造成的結果，但粉絲們表示無法接受，不得已的情況下孫娜恩於2022年4月8日透過Instagram發佈手寫信向大衆表示確定退出Apink，以下為手寫信全文中譯"大家好，我是孫娜恩。
要用什麼樣的言語來傳達這個消息呢，我苦惱了很久，直到書寫著這封信的瞬間，都還是非常地緊張。
我要離開在一起11年的APINK了。
APINK是長期與我在一起的家人，我經過一番苦惱後才困難地做出決定。雖然這是個很不容易的決定，但現在我會作為一位PANDA，繼續為APINK應援。
成員們，初瓏姐姐、普美姐姐、恩地姐姐、南珠、夏榮......包括IST相關人士在內，從APINK的開始到現在都在為我們努力的許多人們，還有最珍貴的各位粉絲，回首跟大家一起度過的時間和回憶，我現在感受到的心情真是無法用言語來形容......
我想要竭盡我的真心，向那些讓我的10代、20代變得耀眼，並送給我一段幸福時光的人們說聲謝謝。
我會把APINK孫娜恩這個名字銘記在心裡，展現更好的面貌、不讓這個名字蒙羞，這也許就是我所能報答大家的方法。
請多多關愛APINK，我也會繼續真心地應援。
以上是APINK的孫娜恩！"
2022年9月，孫娜恩出席《首爾國際電視節2022》典禮主持人恰好是昔日隊友恩地，互動格外引起關注，近日便有粉絲貼出一段兩人的幕後互動，恩地主動跑去找她打招呼、聊天，11年戰友情誼仍在，令粉絲看了直呼「快哭出來」。
雖無法得知兩人的對話內容，但娜恩當天典禮結束後，曾在IG感性發文：「今天看到了許久未見、見到很開心又相當感謝的人們，就像約定地那樣，依舊在那個崗位上以同樣的面貌待著，就像一路走來的那樣，在各自的位置上努力並重逢。」她承諾：「我也不會忘記那份心意，當再次相遇的那天，咻一聲地出現，我一直都滿懷感謝。打破昔日團體不合的傳言。

## 音樂作品

### 詞曲作品
- 2016年12月15日：朴初瓏、孫娜恩《Dear》－〈Cliche〉填詞（與朴初瓏（Apink））
- 2022年2月14日：Apink《HORN》－〈Holy Moly〉填詞（與 KENZIE ）

## 演出作品

### 電視劇
| 播出時間 | 播出時間                      | 電視台 | 劇集名稱                 | 角色           | 性質     |
| 2012年   | 2月17日                       | SBS    | 《蠑螈道士和影子操作團》 | 李泰妍         | 客串     |
| 2012年   | 2012年10月10日－2013年2月7日  | SBS    | 《大風水》               | 尹海仁（少年） |          |
| 2012年   | 2012年10月27日－2013年3月17日 | JTBC   | 《無子無懮》             | 吳秀媚         | 配角     |
| 2015年   | 8月28日－10月17日             | tvN    | 《第二個二十歲》         | 吳惠美         | 主演     |
| 2016年   | 8月12日－10月1日              | tvN    | 《灰姑娘與四騎士》       | 朴慧芝         | 主演     |
| 2017年   | 12月9日－12月17日             | tvN    | 《世上最美麗的離別》     | 在英           | 客串     |
| 2020年   | 5月25日－7月14日              | MBC    | 《一起吃晚餐嗎？》       | 陳露乙         | 主演     |
| 2021年   | 9月4日－10月24日              | JTBC   | 《人間失格》             | 敏貞           | 配角     |
| 2022年   | 1月3日－2月22日               | tvN    | 《Ghost Doctor》         | 吳秀晶         | 主演     |
| 2023年   | 1月7日－2月26日               | JTBC   | 《代理公司》             | 姜漢娜         | 主演     |
| 2024年   | 8月10日－                     | JTBC   | 《浪漫這一家》           | 卞美來         | 主演     |
| 2024年   | 11月30日－                    | JTBC   | 《玉氏夫人傳》           | 玉泰英         | 特別出演 |

### 電影
| 日期   | 劇集名稱                    | 角色   | 性質   |
| 2012年 | 《家門的榮光5：家門的歸還》 | 殷熙宰 | 配角   |
| 2018年 | 《女哭聲》                  | 玉芬   | 女主角 |

### MV
| 日期   | 歌曲                             | 歌手                                                    |
| 2010年 | 《Beautiful》                    | BEAST                                                   |
| 2010年 | 《Breath》                       | BEAST                                                   |
| 2010年 | 《I Like You the Best》          | BEAST                                                   |
| 2012年 | 《A Person I Used to Love》      | 許閣                                                    |
| 2012年 | 《It Hurts》                     | 許閣                                                    |
| 2012年 | 《May Day》                      | Mario（與許閣、朴初瓏、尹普美、洪瑜暻、金南珠、吳夏榮） |
| 2013年 | 《That's My Fault (Drama Ver.)》 | SPEED                                                   |
| 2013年 | 《It's Over (Drama Ver.)》       | SPEED                                                   |
| 2016年 | 《I'm fine》                     | VICTON                                                  |
| 2017年 | 《New Face》                     | PSY                                                     |
| 2018年 | 《Empty words》                  | 許閣                                                    |

### 節目主持
| 撥出時間 | 撥出時間 | 節目主持                          | 合作藝人                     | 備註           |
| 2010年   | 8月10日  | 《2010 Summer CUBE Stars Party》  | 與梁耀燮（BEAST）            |                |
| 2015年   | 7月31日  | arirang《Simply K-Pop》           | 客席主持                     |                |
| 2015年   | 9月20日  | 《2015 韓流夢想演唱會》           | 與燦多（B1A4）、Baro（B1A4） |                |
| 2018年   | 12月18日 | 《KBS 演艺大奖》                  | 与 全炫茂                    | 颁奖主持人之一 |
| 2021年   | 10月2日  | 《The Fact Music Awards》         | 与金汎                       | 颁奖主持人之一 |
| 2021年   | 12月19日 | 《2021 第16屆 Asia Model Awards》 | 与 金日中                    |                |
| 2022年   | 9月22日  | 《第17届首尔国际电视节》          | 与 Robin Deiana              | 颁奖主持人之一 |

### 常駐綜藝
| 播出時間 | 播出時間                    | 演出節目          | 合作藝人                       | 備註     |
| 2013年   | 2013年4月27日－2014年1月4日 | MBC《我們結婚了》 | 與泰民初戀夫婦（SHINee）       | [ 12 ]   |
| 2020年   | 10月13日－2021年1月8日      | JTBC《感性露營》  | 與朴娜勑、安英美、朴素丹、頌樂 | 固定出演 |

## 獎項

### 大型頒獎禮獎項
| 年份 | 頒獎典禮                 | 獎項               | 獲獎作品       | 獲獎者                     |
| 2013 | 《第13屆MBC演藝大獎》    | 特別賞－年度明星賞 | 《我們結婚了》 | 孫娜恩、鄭俊英、潤翰、泰民 |
| 2020 | 《2020 MTN放送廣告慶典》 | CF Star賞          |                |                            |

## 外部連結
- 孫娜恩的X（前Twitter）
- 孫娜恩的Instagram帳戶
- 孫娜恩的新浪微博（简体中文）
- 孫娜恩在互联网电影资料库（IMDb）上的資料（英文）